# Mihai Cristea
Mihai Cristea (n. 30 iulie 1929, Cucorăni, județul Botoșani) este un ameliorator și genetician român, specialist în cultura porumbului, recunoscut pentru contribuțiile sale la crearea hibrizilor timpurii de porumb, clasificarea raselor locale și fondarea Băncii de Resurse Genetice Vegetale Suceava. A activat peste patru decenii (1953–1997) ca cercetător și director al Stațiunii de Cercetări Agricole (SCA) Suceava, transformând-o într-o instituție de referință. A publicat circa 100 de lucrări științifice și monografii, fiind laureat al Premiului Academiei Române și decorat cu Ordinul „Serviciul Credincios” în grad de cavaler (2002).

## Biografie
Copilărie și educație  
Mihai Cristea s-a născut la 30 iulie 1929 în Cucorăni, județul Botoșani, într-o familie de învățători. A urmat școala primară în satul natal (1935–1942) și Liceul „Laurian” din Botoșani (1942–1949). În 1949, a fost admis la Facultatea de Agronomie din Iași, transferându-se în 1951 la Facultatea de Agronomie din Craiova, unde a obținut diploma de inginer agronom în 1953. A susținut teza de doctorat, „Valoarea populațiilor locale de porumb din Bucovina în crearea de hibrid timpuriu”, sub îndrumarea profesorului N. Giosan. În 1971–1972, a efectuat o specializare la Institutul de Cercetări Agricole Monoprio-Como, Italia, în conservarea genetică a plantelor. 
Carieră profesională  
După absolvire, a fost inginer șef la CAP „Mihai Viteazul”, județul Constanța (1953–1954), apoi șef de serviciu la Direcția Agricolă Suceava (1956). Din 1956, a activat ca cercetător la SCA Suceava, avansând rapid la gradele II și I. În 1962, a devenit director al SCA Suceava, funcție deținută timp de 35 de ani (1962–1997). A efectuat vizite de documentare în SUA, Franța, Germania, Elveția, Iugoslavia, Bulgaria, Cehia, Slovacia, Ungaria, Turcia și Austria. 

## Activitate științifică
Mihai Cristea a publicat circa 100 de lucrări științifice, monografii și îndrumări practice, contribuind la genetica și ameliorarea porumbului timpuriu în zonele răcoroase ale Bucovinei. A coordonat cercetări la SCA Suceava, creând hibrizi precum Suceava 95 și Montana, și a fondat Banca de Resurse Genetice Vegetale Suceava (1986). 
Populații locale de porumb
A studiat populațiile locale de porumb din Bucovina timp de trei decenii, publicând „Studiul unor populații de porumb în condițiile regiunii Suceava” (1959), „Valoarea unor populații locale de porumb din Bucovina în lucrările de ameliorare” (1970) și „Populații locale de porumb de Voroneț” (1976). A evidențiat precocitatea, rezistența la frig și boli, folosind aceste populații pentru crearea liniilor consangvinizate. 
Resurse genetice vegetale  
A promovat conservarea biodiversității porumbului, publicând „Aspecte privind păstrarea germoplasmei la porumb” (1978), „Resurse genetice vegetale” (1983) și „Evaluarea și utilizarea resurselor genetice vegetale” (1988). A fondat Banca de Resurse Genetice Vegetale Suceava (1986), colectând și conservând 1600 de surse din Convarietatea Indurata. 
Crearea hibrizilor timpurii  
A dezvoltat hibrizi extratimpurii și timpurii, precum Suceava 95 (1976), HT Suceava 97, Montana și Bucovina, omologați pentru zonele umede și răcoroase. A publicat „Caracterizarea agrobiologică a hibridului dublu HD 99” (1967) și „Rezultatele experimentale cu hibrizi extratimpurii de porumb” (1976). 
Clasificarea raselor de porumb  
A elaborat prima clasificare naturală a diversității genetice a porumbului local, identificând patru complexe rasiale, 17 rase și 6 subrase, publicând „Rasele de porumb din România” (1977). Lucrarea, distinsă cu Premiul Academiei Române, a introdus termenul „rasă” în bibliografia românească. 

## Activitate didactică
Ca specialist, a contribuit la formarea cercetătorilor prin îndrumări practice și lucrări monografice. A susținut comunicări științifice la simpozioane internaționale, influențând dezvoltarea geneticii porumbului. 

## Activitate managerială
Mihai Cristea a deținut funcții de conducere care au influențat cercetarea agricolă:
- Director al SCA Suceava (1962–1997).
- Fondator al Băncii de Resurse Genetice Vegetale Suceava (1986).
- Primul președinte al Comitetului Național de Resurse Genetice Vegetale.

A modernizat SCA Suceava, construind pavilionul central, laboratoare, Casa de Vegetație și centre de cercetare la Ilișești și Pojorâta. A coordonat colective de cercetători, colaborând cu N. Grădinariu, L. Reichbuch și alții. 

## Lucrări
Mihai Cristea a publicat circa 100 de lucrări științifice. Dintre lucrările reprezentative:
- „Rezultatele lucrărilor de ameliorare a porumbului Hăngănesc”, Studii și Cercetări Biologice și Științe Agricole, anul XI, fasc. 2, 1960
- „Soiul de porumb Suceava 1”, Analele ICCPT, vol. XXX, seria C, 59-66/1962
- „Cultivarea porumbului în Podișul Sucevei”, Editura Agrosilvică, București, 50 pg., 1965
- „Cultura porumbului timpuriu”, Editura Agrosilvică, București, 70 pg., 1966
- „Caracterizarea agrobiologică a hibridului dublu HD 99”, Probleme Agricole, nr. 12, 1967
- „Populații locale de porumb din nord-vestul Moldovei”, Cercetări Agronomice în Moldova, nr. 2, Iași, 1968
- „Studiul valorii combinative generale al unor linii consangvinizate de porumb create la SCA Suceava”, Simpozion româno-francez, 1970
- „Studiul precocității unor populații locale de porumb din Bucovina în dependență de factorii termici”, CAM Iași, nr. 4, 1970
- „Populații locale de porumb din zona Bistrița-Năsăud”, Cercetări Agricole în Moldova, aprilie-iunie, Iași, 1973
- „Cercetări privind ereditatea unor însușiri la hibrizii reciproci de porumb”, Probleme de genetică teoretică și aplicată, vol. V, nr. 3, 1973
- „Aspecte privind păstrarea germoplasmei la porumb”, Cercetări Agricole în Moldova, Iași, iunie, 1975
- „Studiul germinației la temperaturi scăzute a unor hibrizi dubli de porumb creați la SCA Suceava”, Cercetări Agricole în Moldova, decembrie, Iași, 1975
- „Germoplasma la porumb”, Editura Ceres, 300 pg., 1975
- „Porumbul timpuriu”, Editura Ceres, 300 pg., 1975
- „Rezultatele experimentale cu hibrizi extratimpurii de porumb creați la SCA Suceava”, Analele ICPP Fundulea, vol. XLII, 1976
- „Rasele de porumb din România”, Editura Academiei RSR, 230 pg., 1977
- „Precocitatea la porumb”, Probleme de genetică teoretică și aplicată, vol. X, nr. 3, 1978
- „Exploatarea și colectarea resurselor genetice vegetale”, Probleme de genetică teoretică și aplicată, vol. XI, nr. 1, 1978
- „Resurse genetice vegetale și viitorul ameliorării plantelor agricole”, Probleme de genetică teoretică și aplicată, vol. XII, nr. 4, 1980
- „Resurse genetice vegetale”, Editura Academiei RSR, București, 297 pg., 1983
- „Tehnologia cultivării porumbului pentru boabe în Podișul Moldovei”, CAM, vol. II, 1984
- „Conservarea genetică a plantelor și agricultura”, Editura Academiei RSR, București, 232 pg., 1985
- „Evaluarea, clasificarea și conservarea resurselor genetice la porumb în România”, Lucrări Științifice, volum omagial, București, 1986
- „Stațiunea de Cercetări Agricole Suceava la a 40-a aniversare”, Cercetări Agricole în Moldova, anuar XIX, vol. 3, 1986
- „Evaluarea și utilizarea resurselor genetice vegetale”, Editura Academiei RSR, București, 292 pg., 1988
- „Rezultatele experimentale privind ereditatea rezistenței porumbului la atacul de Fusarium graminearum”, Analele ICCPT Fundulea, vol. LVI, 1988
- „Contribuții privind influența temperaturilor și precipitațiilor asupra producției la porumb”, Cercetări Agricole în Moldova, vol. 3, 1989
- „Genetica ecologică și evoluția”, Editura Ceres, 261 pg., 1990
- „Biologia porumbului”, Editura Ceres, 320 pg., 1994
- „Porumbul. Studiu monografic (ATLAS)” (cu I. Căbulea, Tr. Sarea), Editura Academiei Române, București, 652 pg., 2004

## Premii și distincții
- Premiul Academiei Române (pentru „Rasele de porumb din România”)
- Ordinul „Serviciul Credincios” în grad de cavaler (2002)
- Cetățean de Onoare al Municipiului Suceava
- 10 medalii de stat pentru merite științifice
- Membru titular al Academiei de Științe Agricole și Silvice (1990)

## Afilieri
- Director al SCA Suceava (1962–1997)
- Primul președinte al Comitetului Național de Resurse Genetice Vegetale
- Membru titular al Academiei de Științe Agricole și Silvice (1990)